# Johan Thomas Lundbye

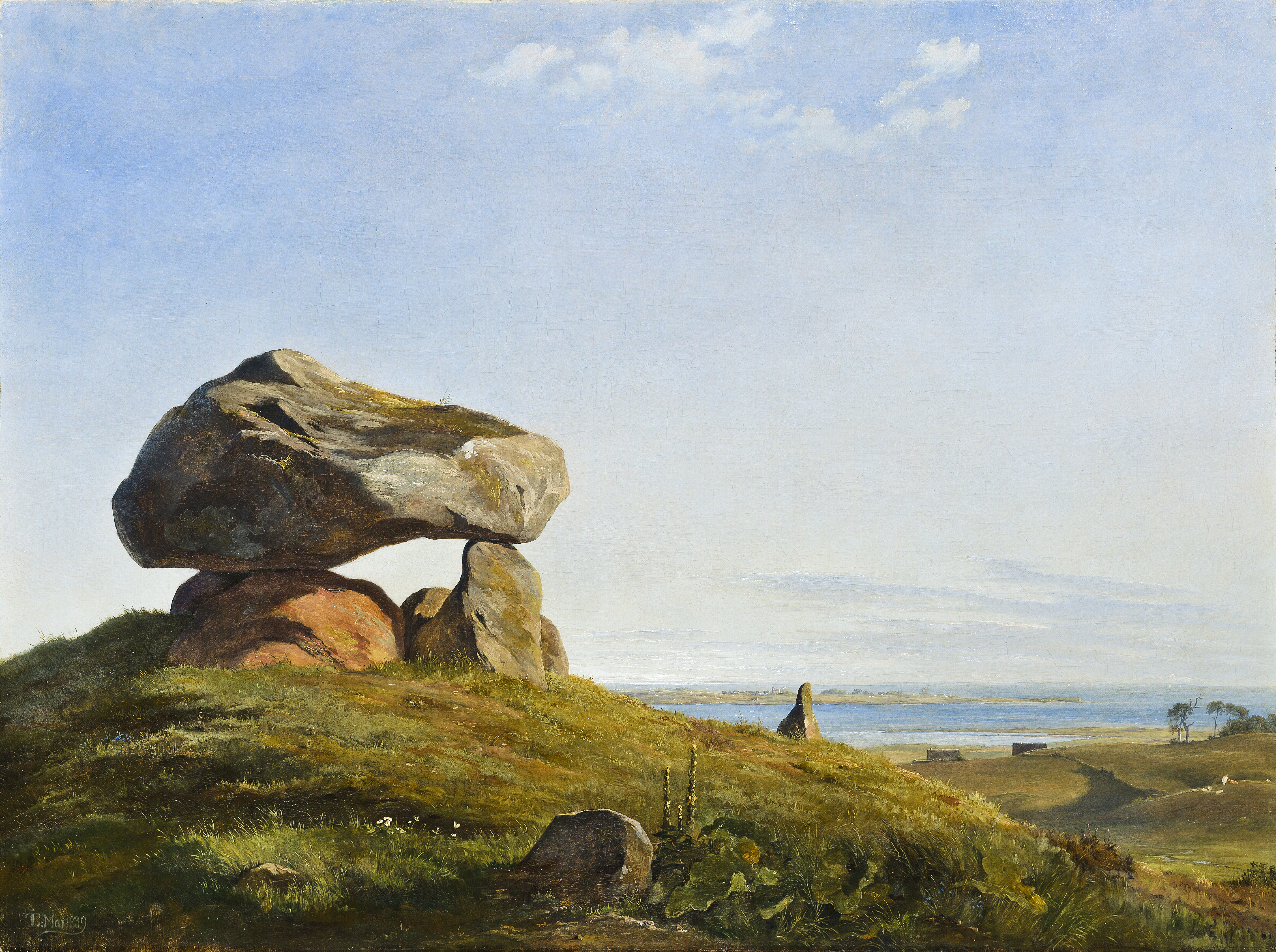
En gammal gravhög vid Raklev på Refsnæs.

Johan Thomas Lundbye, född den 1 september 1818 i Kalundborg, död den 26 april 1848, var en dansk målare. Han var bror till militären Carl Lundbye.

## Biografi
Johan Thomas Lundbye utbildade sig dels vid Det Kongelige Danske Kunstakademi i Köpenhamn, dels under ledning av J.L. Lund och blev en av Danmarks yppersta konstnärer på sin tid. Redan vid 17 års ålder började han utställa. Han målade porträtt, men höll sig mest till djurframställning i landskap. Med förkärlek behandlade han sin hemorts, Kalundborgstraktens, skoglösa, men storartade nejder, som han återgav med hela tiden tilltagande känsla för formens och färgens egendomlighet. 
Så snart han kände sig fullt hemmastadd på detta fält, återvände han till djurens liv, än i det fria, än i stallet eller ladugården, vars dämpade halvljus han återgav med stor verkan. Åren 1845–46 besökte Lundbye, med understöd av akademien, Tyskland, Schweiz och Italien. Hans konstnärskap rönte dock ingen märkbar påverkan av intrycken från södern - han var fastväxt vid fädernejorden och ägnade denna en rent av lidelsefull kärlek. 
Efter hemkomsten uppehöll han sig mestadels på landsbygden. I kriget 1848 deltog han som frivillig soldat och omkom genom en olyckshändelse, då under en rast ett gevärskoppel föll omkull och ett skott gick av och sårade honom dödligt. Lundbyes stora betydelse ligger däri, att han förde det danska landskapsmåleriet in på ett enkelt och sant återgivande av den verkliga naturen, utan att därför utesluta den poetiska uppfattningen av densamma, varigenom varje liten bild blir ett helt för sig med en klart framträdande stämning. 
Han var först och sist lyriker, innerlig i sin uppfattning, men utan sentimentalitet, kärleksfull i framställningen, "näktergalen i den danska målarkonsten", en drömmare och svärmare, men som målade dagens nyktra ljus och naturens detaljer med både skärpa och säkerhet. Hans djurbilder har utmärkt och träffsäker karakteristik, och hans många tecknade små utkast är ofta små mästerstycken av äkta danskt lynne. 
Han utförde en mängd etsningar samt teckningar för litografi och träsnitt (i Flinchs almanak 1842 ff., i Kaalunds "Fabler for börn" och andra böcker). Vid pass 1 500 teckningar av Lundbye är bevarade. Lundbye är väl representerad i Köpenhamns konstmuseum av ett dussintal målningar, bland dem Kostallet (1843), Oxar på Romerska campagnan (1846) och Mjölkningsplatsen i Vognserup (1847). 
Glyptoteket äger bland annat ett landskap från 1840, Thorvaldsens museum bland andra En gammal gravhög vid Raklev på Refsnæs. Men utan jämförelse ypperst lär man känna Lundbyes konst i Hirschsprungska samlingen, som äger tolv oljemålningar - den äldsta är ett porträtt från 1836, den senaste från konstnärens dödsår - och mer än 600 teckningar, detaljstudier av människor och djur, porträtt, landskap från Danmark och Italien. Även Den Kongelige Kobberstiksamling i Köpenhamn äger många teckningar av Lundbye. En färglagd teckning, Kor som vattnas (1844), ägs av Nationalmuseum i Stockholm.

## Galleri

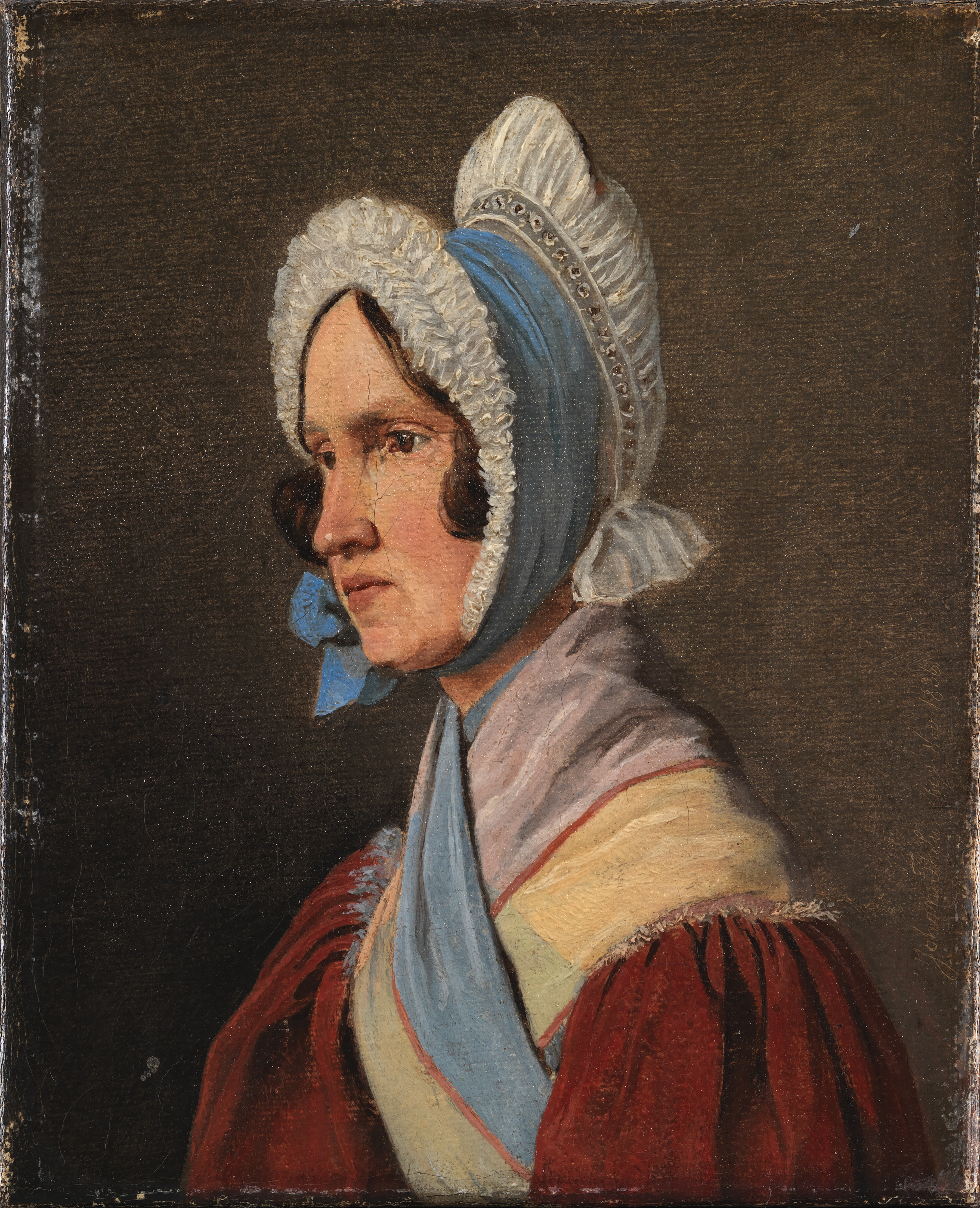
Porträtt av konstnärens mor, överstinnan Cathrine Lundbye, född Bonnevie (1836).
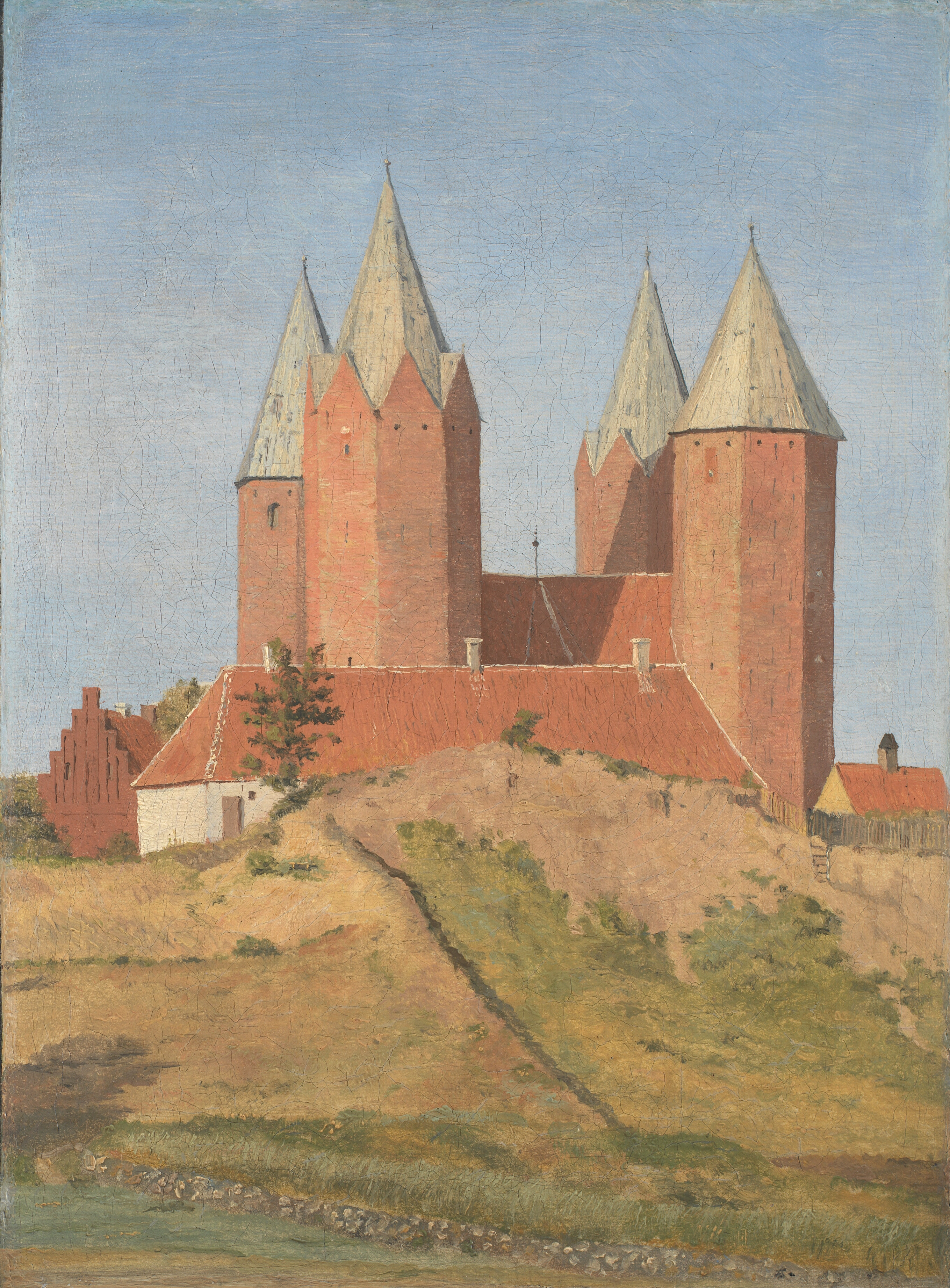
Kalundborgs kyrka (1837).
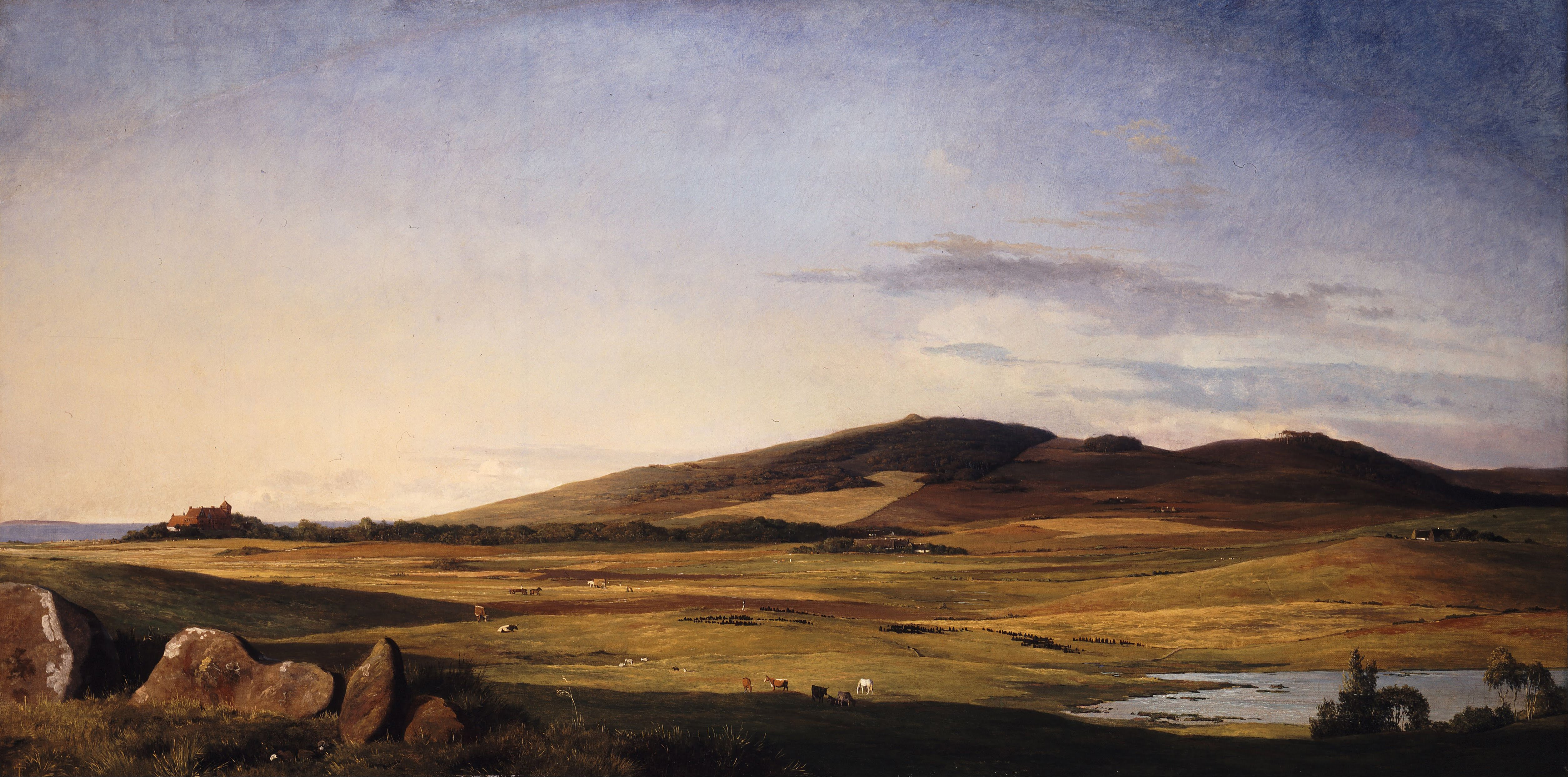
Själländskt landskap; vy från Bjerresø mot Vejrhøj och Dragsholms slott (1840).
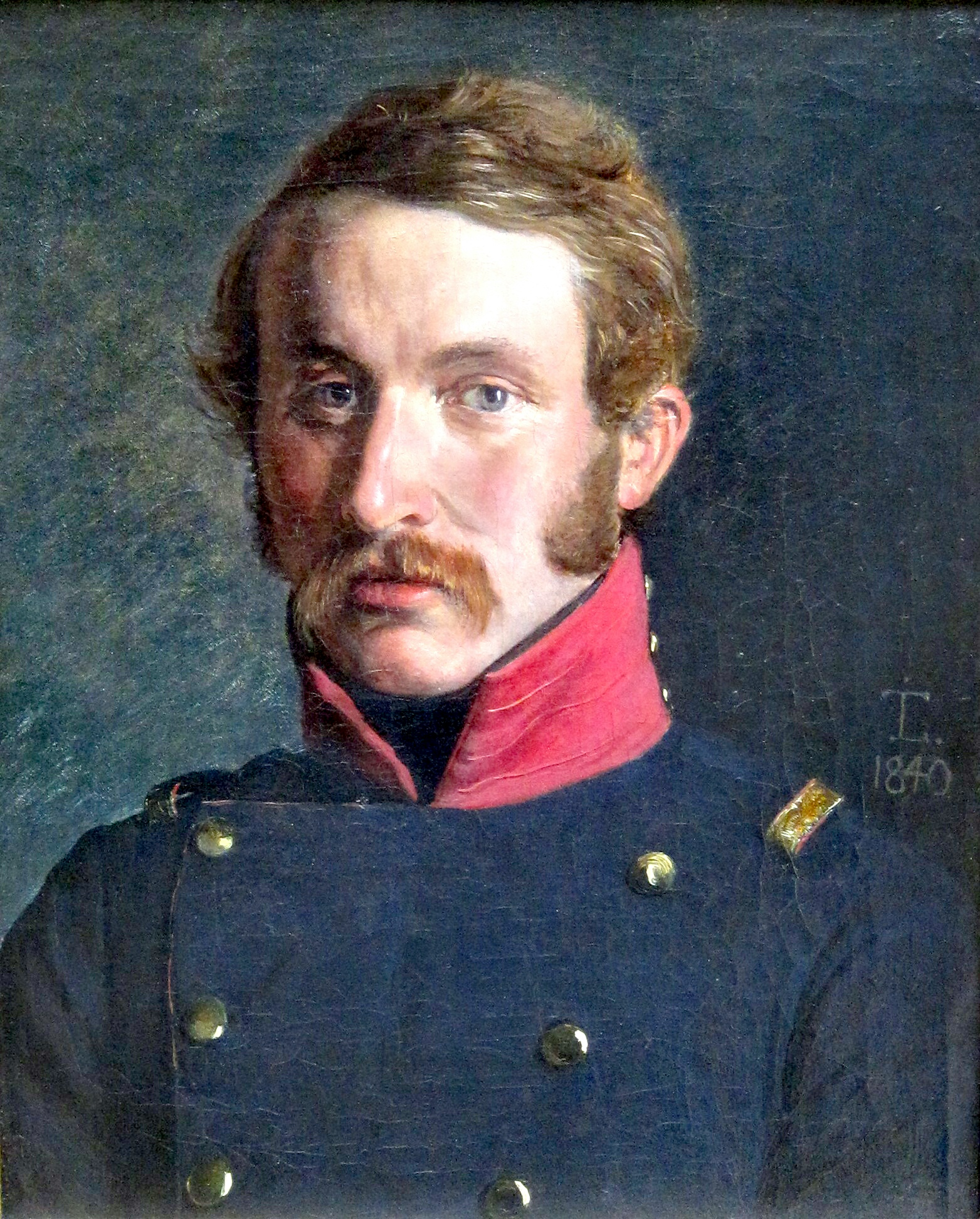
Porträtt av konstnärens bror Carl Lundbye (1840).
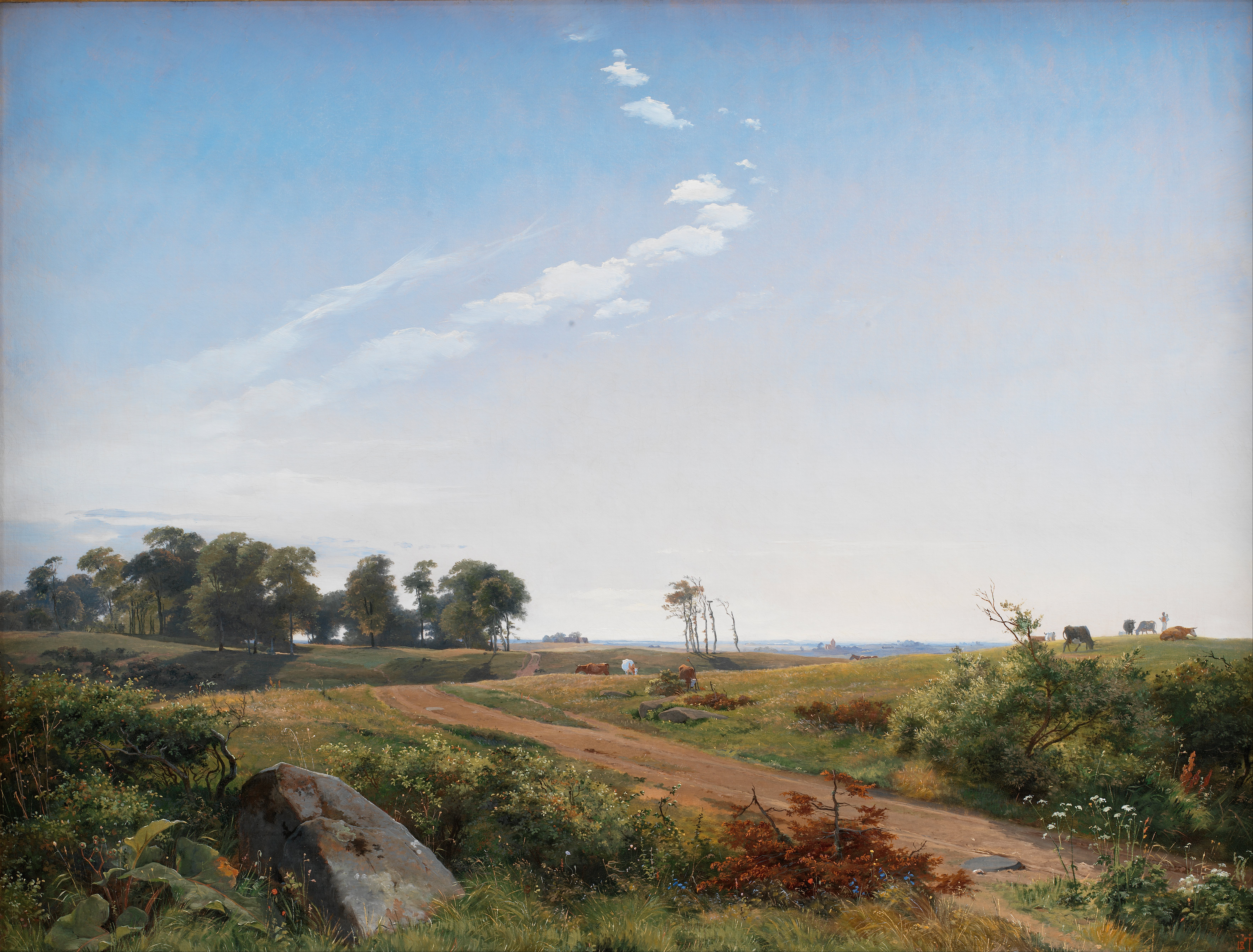
Själländskt landskap; öppet landskap på norra Själland (1842).
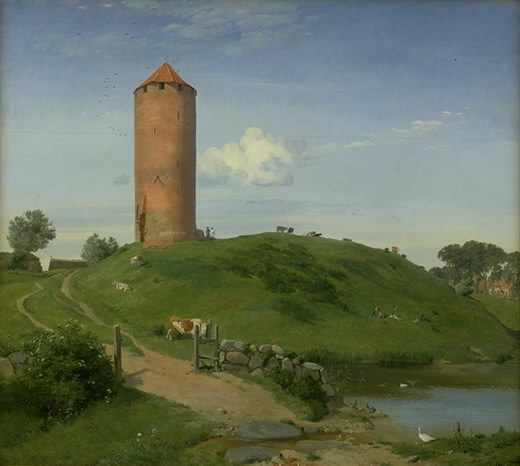
Gåsetornet i Vordingborg (1842).
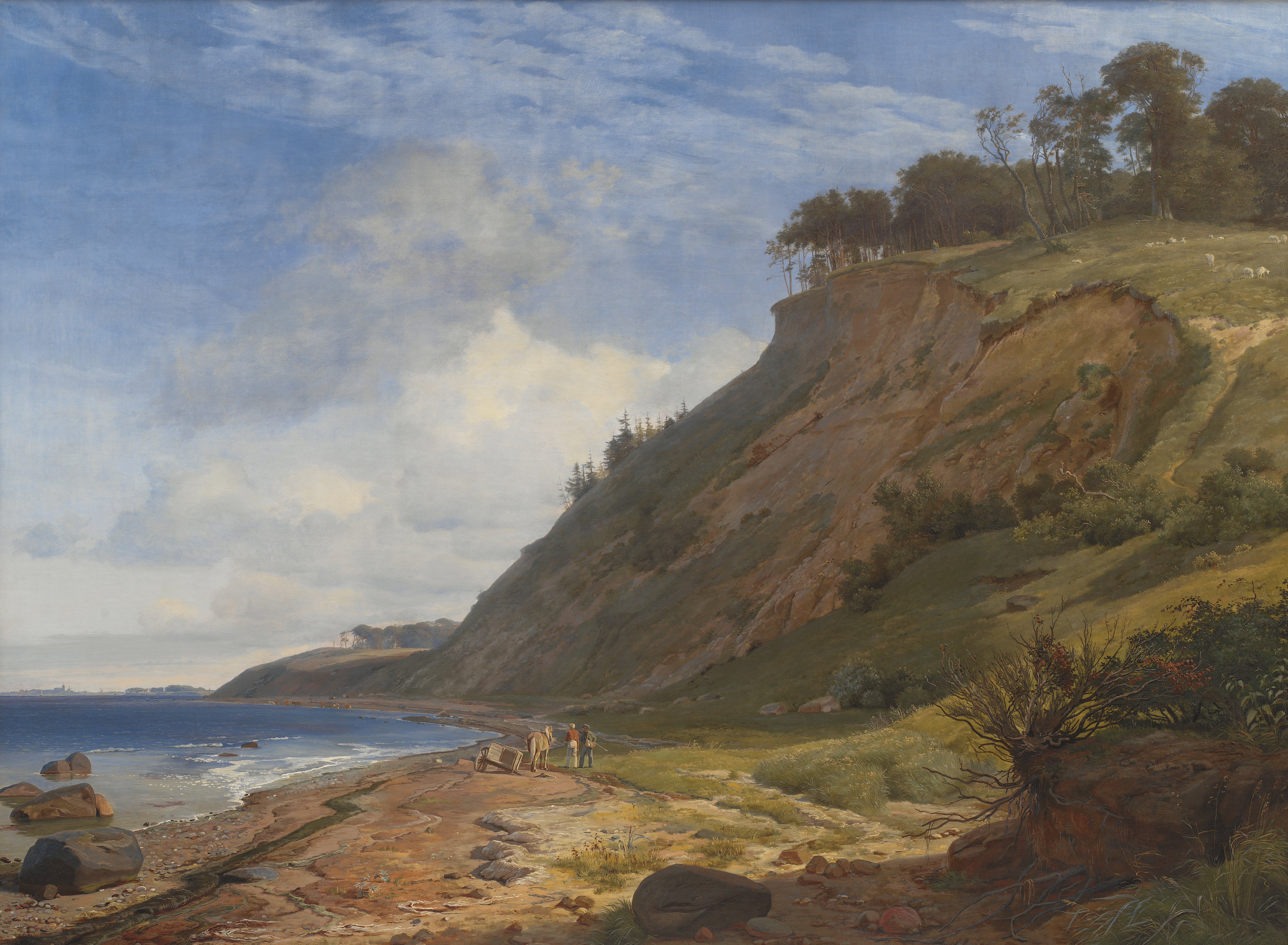
En dansk kust, motiv från Kitnæs vid Roskildefjorden (1843), Statens Museum for Kunst.
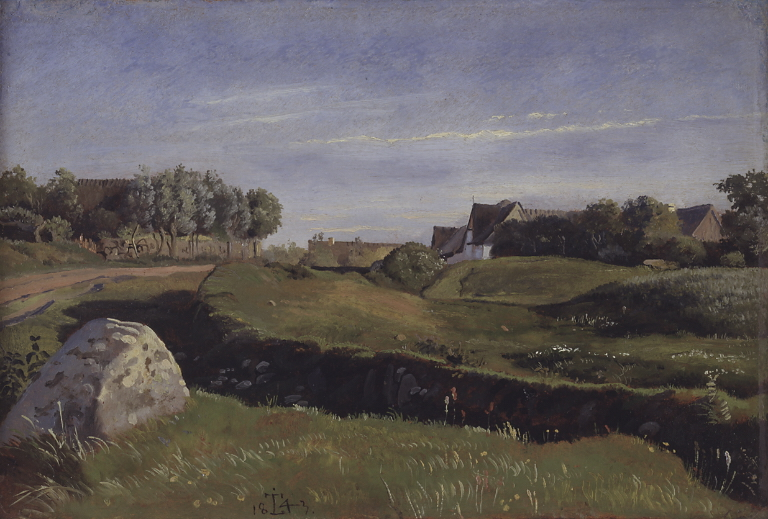
Landskap från Vejby (1843).
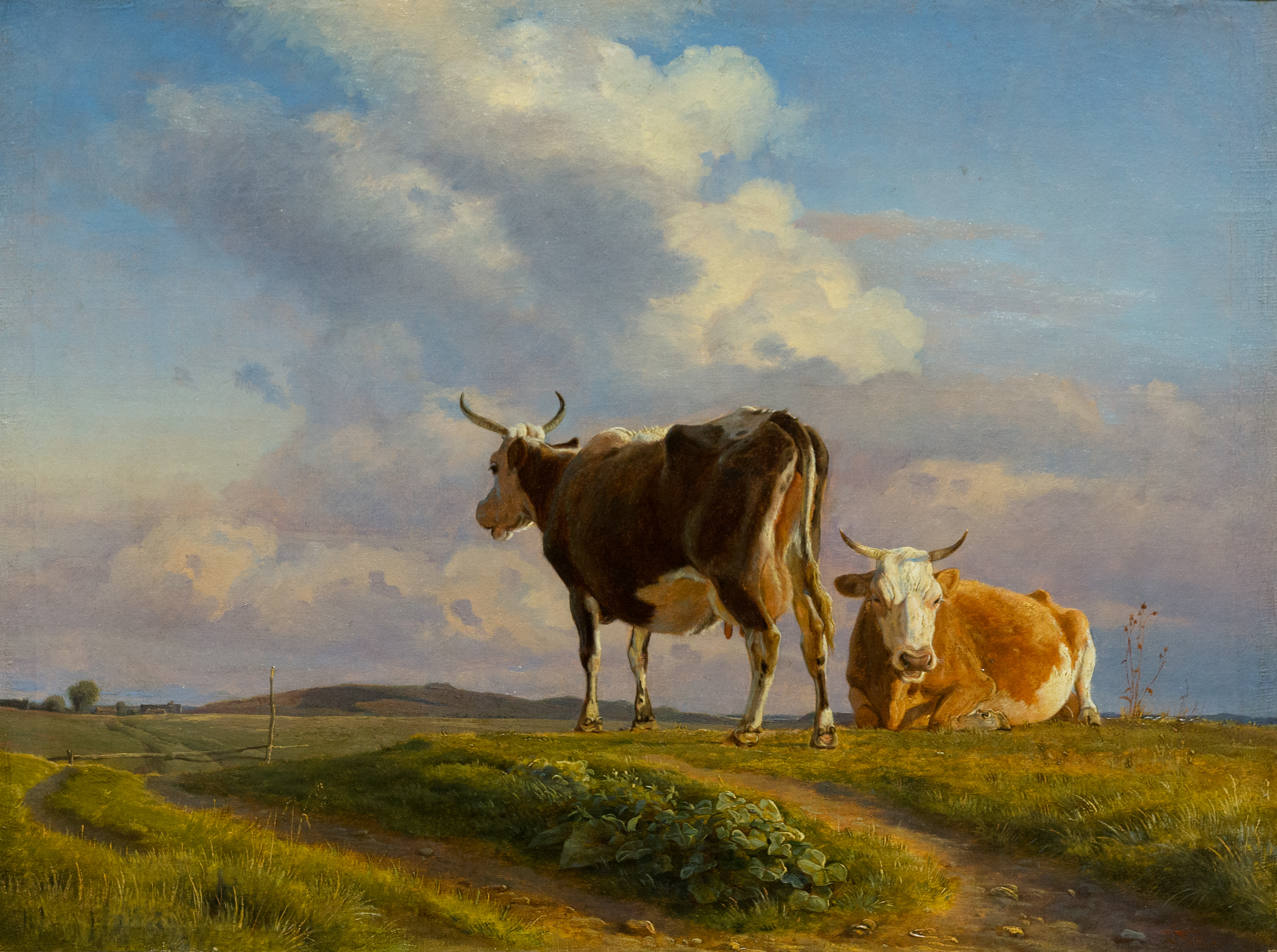
Två kor på öppen mark (1845).